# Hugs
Hugs (Haskell Users' Gofer System) is een interpreter voor de functionele programmeertaal Haskell. Deze software biedt een snelle compilatie en een vrij snelle uitvoering van programma's. Bij het programma zit een eenvoudige grafische bibliotheek. Hugs is geschikt om de basis van Haskell te leren en is een lichtgewicht in vergelijking met andere Haskell-implementaties.